# Peio Canales
Peio Canales Urtasun (Barrika, 17 januari 2005) is een Spaans voetballer die bij voorkeur als offensieve middenvelder speelt. Hij speelt bij Athletic Bilbao.

## Clubcarrière
Canales kwam op elfjarige leeftijd in de jeugdacademie van Athletic Bilbao terecht en debuteerde in september 2023 voor het tweede elftal, Bilbao Athletic. Op 16 april 2024 tekende hij een contractverlenging tot 2027. Op 29 september 2024 debuteerde Canales in La Liga tegen Sevilla FC.